# Anton Ferdinand
Anton Julian Ferdinand (* 18. Februar 1985 in Peckham) ist ein ehemaliger englischer Fußballspieler und ehemaliger U-21-Nationalspieler. Er ist der jüngere Bruder des englischen Nationalspielers Rio Ferdinand und ein Cousin des ehemaligen Premier-League-Spielers Les Ferdinand.

## Spielerkarriere

### Verein
Der Abwehrspieler gab am ersten Spieltag der Saison 2003/04 gegen Preston North End sein Debüt in der Football League Championship, bis 2008 spielte er für West Ham United in der Premier League. In der Sommerpause 2008 wechselte er zum AFC Sunderland. Die Ablösesumme betrug circa acht Millionen Pfund. Am 31. August 2011 wechselte er zum Premier-League-Aufsteiger Queens Park Rangers und unterzeichnete einen Dreijahresvertrag.
Am 29. Januar 2013 wechselte Ferdinand bis Saisonende auf Leihbasis zum türkischen Erstligisten Bursaspor.
Zum Sommer 2013 wechselte Ferdinand mit Antalyaspor zu einem anderen türkischen Erstligisten. Nachdem dieser Verein nach einer Saison den Klassenerhalt verfehlt hatte, verließ Ferdinand den Klub bereits nach einem Jahr wieder.

### Nationalmannschaft
Sein Debüt in der englischen U-21-Nationalmannschaft gab Ferdinand am 17. April 2004 im Spiel gegen die Ukraine und absolvierte 17 Partien, in denen er kein Tor erzielte. Eine Einladung als Ersatzspieler für die englische Weltmeisterschaftsmannschaft musste er aufgrund einer Verletzung ausschlagen.

## Sonstiges
Im Oktober 2006 wurde Anton Ferdinand im Zusammenhang mit einer Schlägerei außerhalb eines Nachtclubs kurzzeitig festgenommen und nach Zahlung einer Kaution freigelassen. Eine Anhörung im November 2006 blieb folgenlos.
Rassismusvorwürfe Ferdinands gegen den Nationalspieler und FC-Chelsea-Kapitan John Terry endeten Mitte Juli 2012 gerichtlich mit einem Freispruch für Terry.